# Aladár Pege

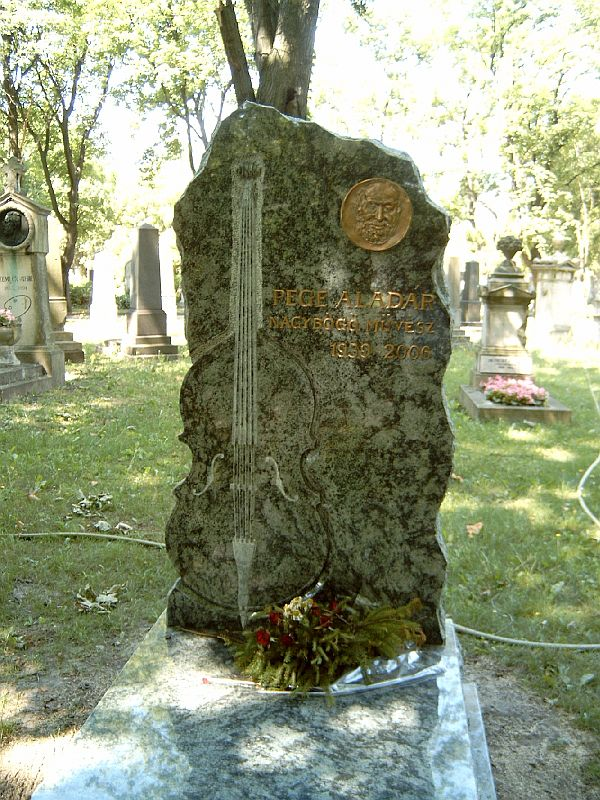
Aladár Peges gravsten

Aladár Pege (8 oktober 1939 - 23 september 2006) var en ungersk kontrabasist. Aladár Pege var verksam både som jazzmusiker och som klassisk musiker, och mottog bland annat Lisztpriset. Han undervisade från 1978 vid Liszt-akademien i Budapest.